# Batman v Superman: Dawn of Justice
Batman v Superman: Dawn of Justice (eller Batman vs. Superman) är en amerikansk superhjältefilm baserad på seriefigurerna Batman och Stålmannen från DC Comics. Filmen samproducerades av Dune Entertainment och distribueras av Warner Bros. Den är uppföljaren till Man of Steel (2013) och är den andra delen i filmuniversumet DC Extended Universe. Filmen var regisserad av Zack Snyder efter ett manus av Chris Terrio.
Uppföljaren tillkännagavs vid 2013 års San Diego Comic Con International, som ägde rum efter premiären av Man of Steel. Snyder och Goyer återvände till denna film i juni 2013. Förproduktionen började vid East Los Angeles College den 19 oktober 2013.
Filmen hade biopremiär i USA den 25 mars 2016. vilket innebar en tidigareläggning från 6 maj samma år.

## Handling
Efter händelserna i Man of Steel har Stålmannen blivit både avgudad och hatad av människor runt honom. Folket har hamnat i en nästan ändlös debatt om hur Stålmannen hanterar sina gudalika krafter och fruktar att han inser att han kan använda sina förmågor till något annat, mindre anständigt syfte. Gotham Citys egen brottsbekämpare, den klokare och mer erfarne Batman, bestämmer sig för att undersöka fallet och eventuellt konfrontera Stålmannen. Medan den interna konflikten mellan två av jordens största superhjältar trappas upp, skapas ett nytt hot mänskligheten aldrig någonsin skådat förr, Doomsday, med hjälp av Lex Luthor. Det är upp till Batman och Superman att tillsammans med Wonder Woman stoppa Doomsday och Lex Luthor från att förinta Metropolis, och världen.

## Rollista
- Ben Affleck – Bruce Wayne / Batman[11][12][13][14][15][16]
- Henry Cavill – Kal-El / Clark Kent / Stålmannen[17][18]
- Amy Adams – Lois Lane[17]
- Jesse Eisenberg – Lex Luthor[6][19][20][21]
- Diane Lane – Martha Kent[17]
- Laurence Fishburne – Perry White[17]
- Jeremy Irons – Alfred Pennyworth[19][21]
- Holly Hunter – Senator June Finch[22][23]
- Gal Gadot – Diana Prince / Wonder Woman[7][24][25]
- Scoot McNairy – Wallace Keefe
- Callan Mulvey – Anatoli Knyazev
- Tao Okamoto – Mercy Graves
- Robin Atkin Downes – Doomsday
- Jeffrey Dean Morgan – Thomas Wayne
- Lauren Cohan – Martha Wayne
- Patrick Wilson – USA:s president (röst)
- Michael Cassidy – Jimmy Olsen
- Harry Lennix – Calvin Swanwick
- Christina Wren – Major Carrie Farris
- Kevin Costner – Jonathan Kent
- Rebecca Buller – Jenny Jurwich
- Carla Gugino – Kelor (röst)
- Hugh Maguire – Jack O'Dwyer
- Ezra Miller – Barry Allen / The Flash
- Jason Momoa – Arthur Curry / Aquaman
- Ray Fisher – Victor Stone / Cyborg
- Joe Morton – Silas Stone
- Patrick Leahy – Senator Purrington
- Debbie Stabenow – Cameoroll
- Neil deGrasse Tyson – Sig själv
- Soledad O'Brien – Sig själv
- Anderson Cooper – Sig själv
- Nancy Grace – Sig själv
- Charlie Rose – Sig själv
- Jena Malone – Jenet Klyburn
- Coburn Goss – Fader Leone
- Joseph Cranford – Pete Ross
- Jon Stewart – Cameoroll
- Chris Pine – Steve Trevor
- Saïd Taghmaoui – Cameoroll
- Ewen Bremner – Cameoroll

## Produktion

### Utveckling
"... after Man of Steel finished and we started talking about what would be in the next movie, I started subtly mentioning that it would be cool if he faced Batman... You're in a story meeting talking about, like, who should [Superman] fight if he fought this giant alien threat Zod who was basically his equal physically, from his planet, fighting on our turf... You know, who to fight next?... But I'm not gonna say at all that when I took the job to do Man of Steel that I did it in a subversive way to get to Batman. I really believe that only after contemplating who could face [Superman] did Batman come into the picture."
I juni 2013 tillkännagavs det att Zack Snyder och manusförfattaren David S. Goyer båda skulle återvända till Man of Steel-uppföljaren, som snabbt sattes i produktion av Warner Bros. Goyer hade tidigare skrivit på ett kontrakt för tre filmer, vilket inkluderade Man of Steel, dess uppföljare och en Justice League-film med Stålmannen. Christopher Nolan har tillkännagivit att han kommer att var knuten till filmen som exekutiv producent, medan Hans Zimmer planerar att återvända till uppföljaren. Senare samma månad övervägde studion att släppa filmen år 2014.
I juli 2013 bekräftade Zack Snyder vid San Diego Comic-Con International att uppföljaren till Man of Steel år 2015 kommer att visa Stålmannen och Batman tillsammans för första gången i en spelfilm. Goyer och Snyder kommer att samarbeta på manuset, medan Goyer kommer att skriva det. Cavill, Adams, Lane och Fishburne kommer att återvända till sina roller. Snyder uppgav att filmen kommer att ta inspiration från serietidningen  The Dark Knight Returns. I november 2013 förtydligade Snyder dock att filmen inte kommer att baseras på serieromanen. "If you were going to do that, you would need a different Superman. We’re bringing Batman into the universe that now this Superman lives in." Goyer uppgav i samband med Superman 75th Anniversary Panel vid Comic-Con, att Stålmannen och Batman kommer att konfrontera varandra, samt att titlarna som övervägdes var Superman vs Batman eller Batman vs Superman. Produktionen kommer att spela in filmen i Toronto, Ontario, istället för Vancouver som Man of Steel gjorde.
I januari 2014 tillkännagavs det att filmen hade fördröjts från sitt ursprungliga premiärdatum (17 juli 2015) till 6 maj 2016, för att ge filmskaparna: "time to realize fully their vision, given the complex visual nature of the story". I april 2014 bekräftade Hans Zimmer att han kommer att återvända som filmens kompositör. Filmens officiella titel tillkännagavs den 21 maj 2014 i samband med starten av inspelningarna. I december 2013 blev det klart att manusförfattaren Chris Terrio, känd för filmen Argo, hade anlitats för att skriva om manuset, på grund av Goyers åtaganden i andra projekt.

### Rollbesättning
Henry Cavill, Amy Adams, Diane Lane och Laurence Fishburne återvände till sina roller från Man of Steel. Utöver detta fick de sällskap av Ben Affleck som Batman, Gal Gadot som Wonder Woman, Jesse Eisenberg som Lex Luthor, Jeremy Irons som Alfred, och Ray Fisher som Cyborg. Rollbesättningarna av Affleck, Gadot och Eisenberg möttes med betydande kritik från fans, där bland annat en man vid namn John Raden skapade en namninsamling via internet som krävde att Affleck skulle lämna sin roll, med argumentet att "His acting skill is not even close to being believable as Bruce Wayne" och kallade honom "not intimidating enough for the role of Batman." Totalt skrev 51000 personer under namninsamlingen för att stödja Raden. Via sociala medier kritiserade flera fans Gadots smala figur i kontrast till Wonder Womans krigarliknande kroppsbyggnad i serietidningarna. Gadot har uppgivit att hon har deltagit i flera träningsprogram i syfte för att uppnå en kropp som står nära källmaterialet. Fans kritiserade rollbesättningen av Eisenberg som Luthor, där det ansågs att den 30-årige skådespelaren var för ung för rollen, samt inte tillräckligt fysiskt imponerande.

### Inspelningarna
I september 2013 anslöt Larry Fong sig till filmteamet som filmfotograf efter att ha tidigare jobbat med Zack Snyder på filmerna 300, Watchmen och Sucker Punch. Inledande filminspelningar började den 19 oktober 2013 vid East Los Angeles College för att filma en fotbollsmatch mellan Gotham City University och det rivaliserande Metropolis State University. I slutet av månaden började byggandet av familjen Kents bondgård, som tidigare sågs i Man of Steel. I december 2013 blev det klart att Gadot fått en huvudroll, som Wonder Woman.
I mars 2014 avslöjade Illinois Film Office att ytterligare inspelningar skulle äga rum i trakterna kring Yorkville, Illinois senare under 2014. Huvudinspelningarna med filmens huvudroller inleddes den 19 maj 2014. Inspelningarna började i Detroit, Michigan där några scener med Gal Gadot redan hade spelats in den 16 maj. Den 21 maj 2014 blev det klart att filmens officiella titel är Batman v Superman: Dawn of Justice. Warner Bros. tillkännagav samma dag att inspelningarna skulle ske på platser som till exempel Michigan Motion Picture Studios, Detroit, Illinois, Afrika och södra Stilla havet.
Inspelningen avslutades i december 2014.

### Design

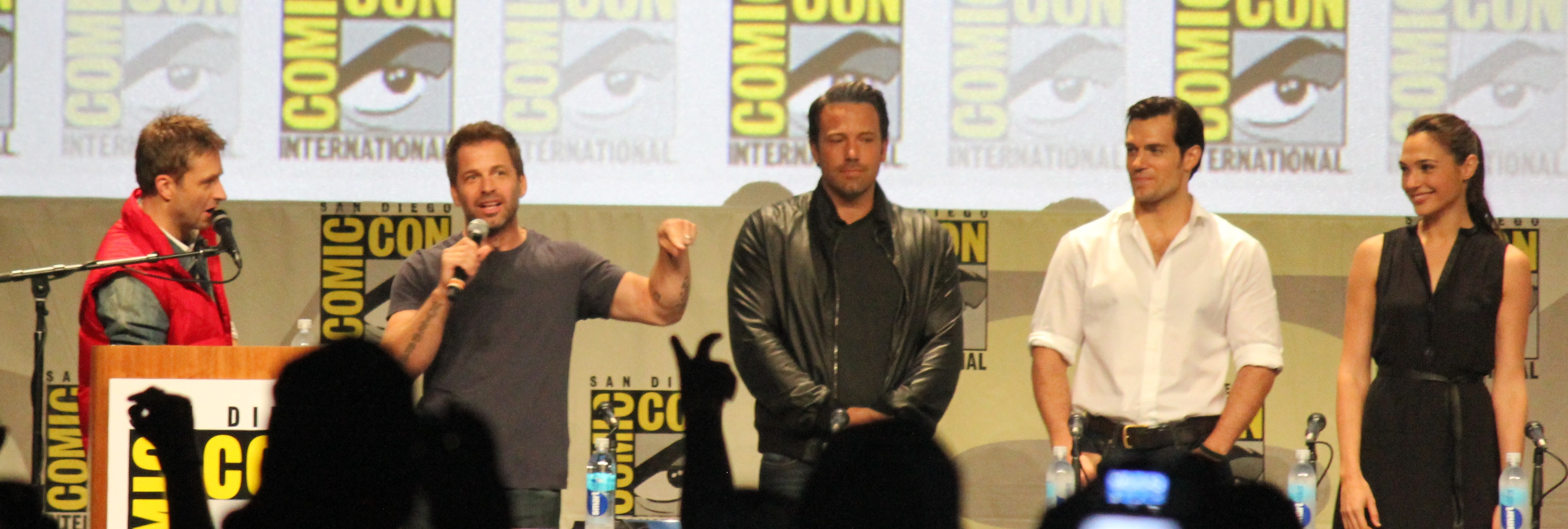
Från vänster: Chris Hardwick (värd), Zack Snyder, Ben Affleck, Henry Cavill och Gal Gadot vid 2014 års San Diego Comic-Con.

I mars 2014 avslöjade filmens kostymdesigner Michael Wilkinson att han var involverad i arbetet att designa dräkterna för Batman och Wonder Woman: "I'm tweaking the Superman suit". Batmans dräkt i filmen är influerad av den som används i Frank Millers grafiska novell The Dark Knight Returns. En bild som föreställde Wonder Womans dräkt visades för besökarna vid 2014 års San Diego Comic-Con, där dräkten gjort sig av med de röda, blåa och gyllene färgerna som normalt sett ingår i flera av seriefigurens kläder. Ytterligare en version av Batmans dräkt visades vid ComicCon, och var olikt den föregående bepansrad.

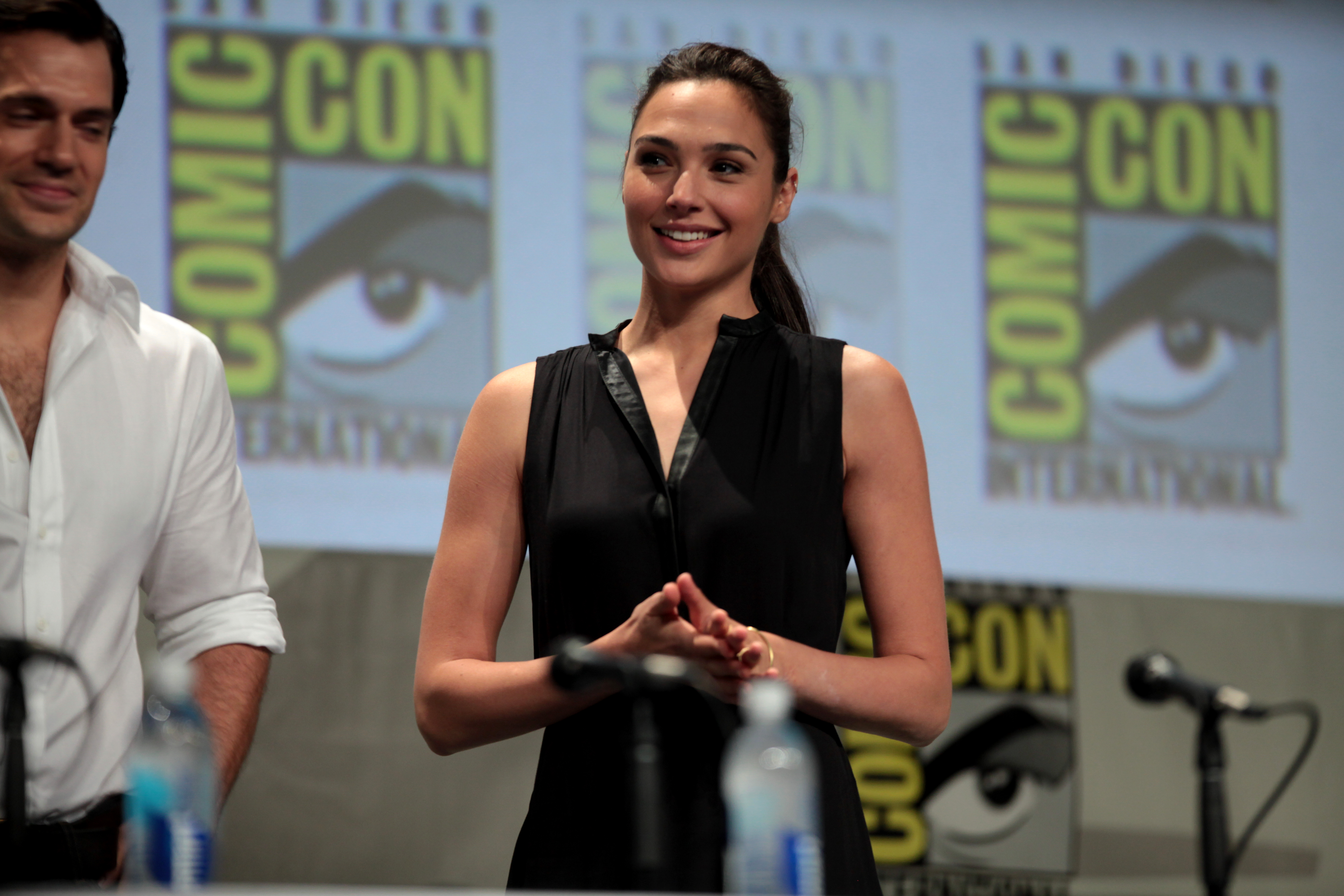

### Musik
Hans Zimmer återvände som kompositör efter att ha skrivit musiken för Man of Steel. Han betonade utmaningen att inte återanvända de teman han skrev åt Batman under Christopher Nolans trilogi. Även Junkie XL, som hjälpte till med musiken till Man of Steel återvände till denna film, för att hjälpa till med att skriva musiken till Batman. Zimmer hade från början anlitat Junkie XL för att skriva material relaterat till Batman, medan han själv hade planerat att enbart fokusera på Stålmannens del av musiken, men det slutade med att det färdiga Batman-temat skrevs i ett samarbete mellan de båda kompositörerna. Filmens album släpptes till försäljning den 18 mars 2016 genom Water Tower Music.

## Premiär
Batman v Superman: Dawn of Justice hade premiär den 19 mars 2016 vid Auditorio Nacional i Mexico City, innan den släpptes i USA och Storbritannien den 25 mars 2016 i 3D. Den hade premiär i Nordamerika, Kina och Japan samtidigt, vilka utgör världens tre största filmmarknader, samt i ytterligare internationella territorier med undantag av Polen eftersom biograferna inte är öppna på långfredagen. Filmen visades samtidigt i 30 000 salonger i nästan alla stora utländska territorier, däribland Kina, samt på 4 000 platser enbart i Nordamerika.
I januari 2014 tillkännagav Warner Bros. att filmen hade fördröjts från sitt premiärdatum 17 juli 2015 och flyttats till den 6 maj 2016, i syfte för att ge filmskaparna "time to realize fully their vision, given the complex visual nature of the story." Premiären sköts fram ännu en gång i augusti 2014 från den 6 maj 2016 till 25 mars 2016, där en person med kopplingar till Warner Bros. påstod att de "inte blinkade" med tanke på att filmen skulle haft premiär samma dag som Marvel Studios' film Captain America: Civil War, och lyfte istället fram att mars 2016 var en "fantastisk korridor" för dem. Enligt källor från The Hollywood Reporter övervägde Warner Bros. möjligheten att visa filmen i 70mm, då den delvis filmades i 65mm IMAX-formatet.

### Marknadsföring
I samband med 2014 års San Diego Comic-Con International visade Snyder det första klippet från filmen som var tänkt att vara exklusivt för de som besökte mässan. En teasertrailer hade schemalagts att visas i utvalda biografer den 20 april 2015. Planerna stördes av att trailern läckte ut på nätet den 16 april, och efter några timmar släppte Snyder trailer officiellt på Twitter. I samband med 2015 års San Diego Comic-Con International medverkade Snyder och skådespelarna för att presentera den första trailern för filmen. Trailern möttes, till skillnad från den föregående trailern, med positiva reaktioner från besökarna, som gav den en stående ovation. Mark Hughes från tidningen Forbes beskrev de båda trailerna som: "both set the stage for a story about the world’s distrust and fear of Superman, Batman’s rage at Superman and intention to duke it out with the Man of Steel, and Wonder Woman’s participation in a big fight featuring the “Trinity”."
Warner Bros. Consumer Products samarbetar med ett flertal olika företag för att marknadsföra, däribland Mattel, Lego, Rubies, Funko, Thinkway Toys, Hot Toys, Junkfood, Bioworld, Pez, Seiko, Converse samt flera andra licenscenter. Jeep var också en licenscent för filmen. En bok med titeln Batman v Superman: Dawn of Justice – Cross Fire och som är kopplad till filmen berättar en historia som utspelar sig före händelserna i filmen publicerades av Scholastic Corporation. En serietidningsprolog i fem nummer utforskar vad som händer under veckorna och månaderna innan filmens handling släpptes ihop med Dr Peppers läskburkar med bilder på figurerna. Utöver detta kunde de som köpte Doritos Family Fun Mix med Batman v Superman-tema få serietidningsprequeln Batman v Superman: Dawn of Justice - Upstairs/Downstairs. Rocksteady Studios släppte ett nedladdningsbart innehåll för spelet Batman: Arkham Knight som innehöll Batmobilen och Batmandräkten från filmen.
Den tredje trailern debuterade under Jimmy Kimmel Live! den 3 december 2015. Den fick positiva reaktioner, där Scott Mendelson från tidningen Forbes beskrev trailern följande: "Saturday morning cartoon nerd’s wildest dreams." Molly Driscoll från CS Monitor beskrev filmen att filmen ser ut att: "will continue the trend of adapting comic book stories as timely tales." Graeme McMillan från The Hollywood Reporter noterade att baserat på trailerns innehåll, att filmen kan vara en anti-'Civil War', där han refererade till Marvels Captain America: Civil War som: "Superman and Batman complete the comic book trope by overcoming their differences to fight a common foe, alongside a third hero, who saves them both — that feels the most fresh, especially in light of the Civil War trailer. While that ended with a showdown between three heroes, this trailer moves beyond that to show three heroes standing united." Dock blev den kritiserad av flera för att just avslöja detta, där bland andra Rob Tornoe från NewsWorks påpekade att trailern riktade in sig på att marknadsföra filmen för den "bredare biopubliken" istället för enbart rikta in sig på fansen då studios brukar försöka att "maximimera en films premiärintäkter."

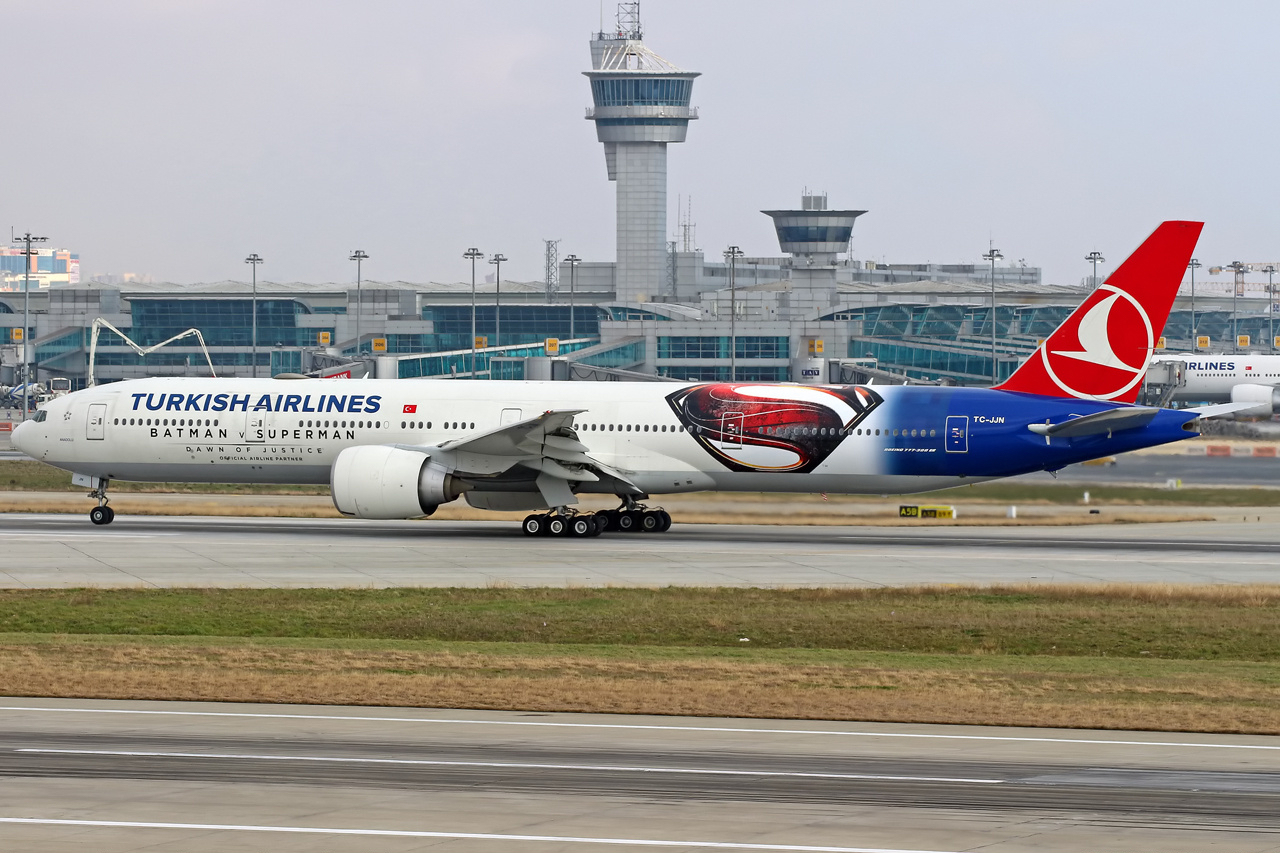
En annons på ett av Turkish Airlines Boeing 777 300-ER vid Atatürks flygplats.

Warner Bros. köpte ingen reklamplats för Super Bowl 50, för att istället samarbeta med Turkish Airlines för att sätta ihop ett par reklamfilmer med Batman v Superman-tema. McMillan från The Hollywood Reporter beskrev filmerna så här: "inform interested parties about the culture, geography and history of Batman and Superman's individual stomping grounds, each one filled with Easter eggs for the comic book faithful and newcomer alike." Jesse Eisenbergs roll som Lex Luthor i dessa reklamfilmer hyllades av Dirk Libbey från CinemaBlend som noterade följande: "he matches up well with Bruce Wayne by playing the welcoming billionaire business man. It's a far cry from the somewhat cartoonish villain we’ve seen in the clips from the film."
Den sista trailern släpptes den 11 februari 2016, som beskrevs som "intensiv" av Kwame Opam från The Verge. Mendelson från Forbes tyckte att Warner Bros. "probably wouldn’t have even dropped this one had the prior trailer back in December been received better. So now we have this fourth and final sell, and at least they are going out on a high note." Jonathon Dornbush från Entertainment Weekly sa följande om trailern: "works to establish Batman as his own independent crime fighting force, while also providing a deeper look at his existential struggle against Superman."
I februari 2016 inledde Warner Bros. och Doritos ett samarbete för att skapa en hemsida som erbjöd fans möjligheten att lämna in koder som fanns tryckta på Doritos produkter som var märkta med filmens logo, vilket ledde till att de kunde tävla om att vinna biobiljetter, teknikleksaker och en resa till premiären i New York. Warner Bros blev även partner med Omaze för att ge fans som donerade pengar en chans att vinna "The Ultimate Batman v Superman: Dawn of Justice Experience" samtidigt som de stödjer tre ideella organisationer som nominerats av Ben Affleck, Henry Cavill och Jesse Eisenberg. "The Ultimate Batman v Superman: Dawn of Justice Experience" erbjöd ett fan och dennes vän chansen att vinna biljetter till filmpremiären samt att de skulle få flyga en helikopter med Cavill eller åka med i Batmobilen tillsammans med Affleck.

### Utgivning
En "Ultimate Edition" av filmen som innehåller förlängt material planerades att släppas på Blu-ray. Denna version fick en R rating som åldersgräns av Motion Picture Association of America, för mer våld än bioversionen med en PG-13, och kommer att vara 30 minuter längre.

## Framtid
Den 27 april 2014 tillkännagavs det att Batman v Superman: Dawn of Justice kommer att efterföljas av en Justice League-film med Zack Snyder som regissör. Henry Cavill, Ben Affleck, Gal Gadot och Ray Fisher förväntas att reprisera sina roller. Filmen kommer att filmas ihop med Dawn of Justice. I oktober 2013 tillkännagavs det att fler filmer var på gång: Suicide Squad, Justice League, Wonder Woman, The Flash, Aquaman, Shazam, Justice League 2, Cyborg samt Green Lantern Corps, och kommer att släppas under åren 2016, 2017, 2018, 2019 och 2020. Dock är inga datum satta för fristående fortsättningar till Man of Steel eller en Batman-film, men det kommer att släppas filmer med både Stålmannen och Batman i egna äventyr.